# Lemme d'Urysohn

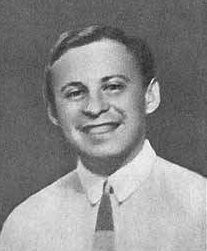
Le mathématicien Pavel Urysohn donne son nom au lemme de l'article.

Le lemme d'Urysohn est un résultat de topologie, qui établit que pour deux fermés disjoints F et G d'un espace normal X (ou plus généralement d'un espace T4), il existe une fonction continue de X dans l'intervalle [0, 1] qui vaut 0 sur F et 1 sur G. 
Ce lemme permit d'étendre aux espaces normaux le théorème de prolongement de Tietze, initialement démontré en 1914 par Heinrich Tietze pour les espaces métriques. Pavel Urysohn trouve une nouvelle démonstration et énonce son lemme un peu plus tard, dans un texte mathématique dont l'objectif est la démonstration des théorèmes sur l'invariance de la dimension d'un espace topologique localement homéomorphe à un espace euclidien.

## Énoncés
Il existe un premier énoncé spécifique aux espaces T4 (et dont la réciproque est immédiate) :
Lemme d'Urysohn — Si X est un espace T4 alors, pour tous fermés disjoints F et G de X, il existe une fonction continue de X dans l'intervalle [0, 1], qui vaut 0 sur F et 1 sur G.
Un premier corollaire est que tout espace normal (i.e. T4 et séparé) est complètement régulier.
Un autre corollaire est le suivant :
- Si X est un espace localement compact alors, pour tout compact K de X, il existe une application continue de X dans [0, 1], à support compact, et qui vaut 1 sur K.

Ce lemme est aussi utilisé en géométrie différentielle sous la forme suivante :
- Soient K un compact d'un espace euclidien E et Ω un ouvert de E contenant K. Il existe une fonction infiniment différentiable de E dans [0, 1], dont le support est inclus dans Ω, et qui vaut 1 sur K.

## Approche qualitative

### Fragment d'histoire
Une des grandes questions qui se posent au début du XXe siècle en topologie est la classification des différents espaces. Un invariant important pour ce classement est la dimension. Si un espace topologique connexe possède en tout point un ouvert, contenant ce point et homéomorphe à un ouvert d'un espace euclidien, tous les espaces euclidiens ont la même dimension et cette dimension est unique. Si ce résultat est très intuitif : si un espace topologique est de même nature qu'une courbe, ce n'est alors pas un plan, la démonstration est difficile. Depuis Peano, la connaissance d'une fonction continue et surjective de R dans [0, 1]2 illustre un des écueils à éviter, pour trouver des démonstrations rigoureuses.
Heinrich Tietze travaille sur cette question et, dans ce contexte, montre en 1914 que si f est une application continue définie sur un fermé d'un espace métrique, elle est continument prolongeable sur l'espace entier. Il trouve la définition d'espace normal en 1923. Pavel Urysohn, un mathématicien russe, parvient à démontrer le théorème clé de la dimension qu'il publie en 1924. Il retrouve des résultats déjà démontrés par Luitzen Brouwer en 1912, mais qu'Urysohn ne connaissait pas. Cette publication contient le lemme de l'article.
On doit encore à Tietze aussi le théorème de prolongement, qui porte maintenant son nom et dont le lemme de l'article n'est qu'un cas particulier. Jean Dieudonné développe l'usage du théorème en géométrie différentielle et développe simultanément et indépendamment avec Salomon Bochner la notion de partition de l'unité en 1937. Il introduit aussi la définition d'espace paracompact en 1944, elle remplace souvent celle d'espace normal, qui contient trop d'exceptions pathologiques pour être véritablement fertile en topologie algébrique.

### Usages
On trouve le lemme d'Urysohn dans deux contextes géométriques différents.
- En topologie algébrique, ce lemme est utilisé pour établir des résultats topologiques fondamentaux. Ainsi l'une des démonstrations du théorème de Jordan, qui indique qu'un lacet sépare l'espace en deux composantes connexes, utilise le théorème de prolongement de Tietze, lequel — malgré l'existence d'une démonstration directe plus simple[10] — se déduit, par tradition, du lemme d'Urysohn.
- En géométrie différentielle, le lemme d'Urysohn est utilisé pour établir un des outils les plus importants[11] de la géométrie différentielle. Cet outil porte le nom de partition de l'unité. Il permet par exemple d'établir l'existence d'une densité sur une variété différentielle.

## Démonstrations topologiques

### Lemme d'Urysohn
Soit D une partie dénombrable dense de ]0, 1[, par exemple l'ensemble des fractions dyadiques,, ou simplement ℚ∩]0, 1[.
- On définit une famille (U(r))r∈D d'ouverts telle que{\displaystyle \forall r\in D\quad F\subset U(r){\text{ et }}{\overline {U(r)}}\subset X\setminus G}et{\displaystyle \forall r,s\in D\quad r<s\Rightarrow {\overline {U(r)}}\subset U(s).}On procède pour cela par récurrence, après avoir choisi une bijection r de ℕ dans D : soit n un entier naturel et supposons que les U(rk) pour k < n vérifient les deux conditions ci-dessus. Le fermé{\displaystyle F_{n}=F\cup \bigcup _{k<n,r_{k}<r_{n}}{\overline {U(r_{k})}}}est alors inclus dans l'ouvert{\displaystyle O_{n}=(X\setminus G)\cap \bigcap _{k<n,r_{k}>r_{n}}U(r_{k}).}Puisque X vérifie la propriété T4, il existe donc un ouvert U(rn) tel que{\displaystyle F_{n}\subset U(r_{n}){\text{ et }}{\overline {U(r_{n})}}\subset O_{n}.}
- On définit ensuite une fonction f de X dans [0, 1] par{\displaystyle f(x)=\inf \left(\{s\in D\mid x\in U(s)\}\cup \{1\}\right)=\sup \left(\{r\in D\mid x\notin {\overline {U(r)}}\}\cup \{0\}\right).}Par construction, f vaut 0 sur F et 1 sur G. Elle est continue car semi-continue à la fois supérieurement et inférieurement.

### Corollaire
Soit K une partie compacte d'un espace localement compact X. L'objectif est de montrer l'existence d'une fonction f continue, à support compact, qui vaut 1 sur K. Puisque X est localement compact, pour tout point k de K, il existe un ouvert Uk contenant k et dont l'adhérence est compacte. La famille (Uk) forme un recouvrement ouvert du compact K, donc il est possible d'en extraire un sous-recouvrement fini (Ukn). La réunion des Ukn est un ouvert U contenant K et dont l'adhérence L est compacte donc normale. Le lemme d'Urysohn montre qu'il existe une fonction fL, qui vaut 1 sur K et 0 sur le complémentaire de U dans L. On prolonge fL par une fonction f, définie sur X et qui vaut 0 sur le complémentaire de L dans X. La fonction f est continue sur le fermé L, et nulle donc continue sur le complémentaire de U dans X. Elle est donc continue sur la réunion X de ces deux fermés. Le support de la fonction f est un fermé du compact L, la fonction f est donc à support compact.

## Démonstrations différentielles

### Fonction plateau

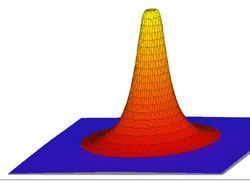

Dans toute la suite de l'article E désigne un espace euclidien et n sa dimension. La démonstration du lemme d'Urysohn en géométrie différentielle demande la construction de fonctions plateau, analogue à celle illustrée sur la figure de droite. On cherche une application fδ, où δ est un réel strictement positif, de E et à valeurs dans les nombres réels positifs, à support dans la boule fermée de centre le vecteur nul et de rayon δ, infiniment différentiable et d'intégrale sur E égale à 1.

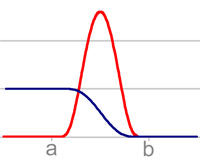

Pour construire une telle fonction, on bâtit d'abord la fonction illustrée en rouge sur la figure de gauche. Soit a et b deux nombres réels tels que a < b, on cherche à construire une application φab définie sur R, à support égal à [a, b], infiniment dérivable et à valeurs dans les nombres réels strictement positifs. On définit la fonction φab par :
Une rapide vérification montre que φab est bien infiniment dérivable, à support égal à [a, b] et à valeurs positives. Comme elle est à valeurs strictement positives sur ]a, b[, l'intégrale dont la valeur est notée k-1 est bien différente de 0.
On cherche alors à construire la fonction illustrée en bleu sur la figure de gauche. C'est une fonction ψab de R dans l'intervalle [0, 1] qui vaut 1 pour toute valeur inférieure à a, 0 pour toute valeur supérieure à b et qui est infiniment dérivable. Pour la construire, il suffit de considérer la primitive de la fonction -k.φab qui vaut 0 en b. La fonction fδ est alors définie par :

### Lemme

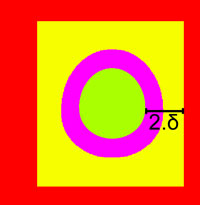

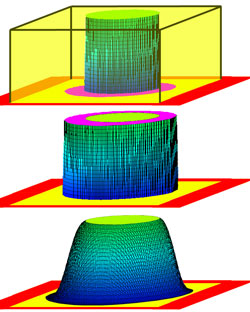

On suppose que E est un espace euclidien, K, illustré en vert sur la figure de gauche est un compact, Ω est un ouvert contenant K, en jaune sur la figure et on note cΩ, en rouge, le fermé complémentaire de Ω. L'objectif est de construire une application définie sur E, à valeurs dans [0, 1], qui vaut 1 sur K, 0 sur cΩ et infiniment différentiable. Cela revient à dire que la fonction g recherchée possède un graphe inclus dans la cage jaune de la figure en haut à droite (sauf sur la zone rouge où elle est nulle) et qu'elle recouvre le graphe de la fonction caractéristique que K, illustrée en bleu-vert sur la même figure. En termes plus mathématiques on obtient, si χK et χΩ désignent les fonctions caractéristiques de K et de Ω :
Considérons la fonction de K dans R+, qui à x associe la distance entre x et cΩ. C'est une fonction continue, définie sur un compact, elle atteint sa borne inférieure. Si cette borne inférieure était nulle, elle serait atteinte en un point x adhérent à K et à cΩ. Comme ces deux ensembles sont fermés, x serait élément de K et de cΩ. Par définition de Ω, un tel point ne peut exister et la borne inférieure est strictement positive. Soit δ un réel strictement positif tel que 2.δ soit plus petit que cette borne inférieure (illustré sur la figure de gauche). On considère alors l'ensemble V, illustré en violet sur la figure de gauche, des points de E situés à une distance inférieure ou égale à δ de K. Par construction, tout point de cΩ est à une distance au moins égale à δ de V et toute boule de centre un point de K et de rayon δ est incluse dans l'ensemble V.
On considère la fonction caractéristique χV de l'ensemble V, illustrée sur la figure au milieu à droite et on définit g comme le produit de convolution de la fonction χV et fδ du paragraphe précédent :
Comme les deux fonctions sont à support compact, l'intégrale est bien définie. Comme fδ est une fonction infiniment différentiable, la fonction g l'est. Comme la fonction caractéristique est à valeurs positives comprises entre 0 et 1 et que fδ est une fonction positive, d'intégrale sur E égal à 1, la fonction g prend ses valeurs dans l'intervalle [0, 1]. Si x est un élément de K, la fonction qui à t associe fδ(x - t) est partout nulle, sauf sur la boule de centre x et de rayon δ. Si x est élément de K, cette boule est incluse dans V, on en déduit :
Si x est élément de cΩ, la fonction qui à t associe fδ(x - t) est encore partout nulle, sauf sur la boule de centre x et de rayon δ. Sur cette boule, la fonction χV est nulle, on en déduit que sur le complémentaire de Ω, la fonction g est bien nulle. Cette remarque termine la démonstration. La fonction g est celle illustrée sur la figure en bas à droite.